# هاتون پوکرو
هاتون پوکرو (به اسپانیایی: Hatun P'ukru) یک کوه در پرو است که در منطقه موکگوا واقع شده‌است. هاتون پوکرو ۵٬۱۵۳ متر بالاتر از سطح دریا واقع شده‌است.